# Álvaro Fernández (football, 1998)
Pour les articles homonymes, voir Álvaro Fernández.
Álvaro Fernández, dit Álvaro Ferllo, né le 13 avril 1998 à Arnedo en Espagne, est un footballeur international espagnol, qui évolue au poste de gardien de but au Séville FC.

## Biographie

### En club
Formé au CA Osasuna, Alvaro rejoint en 2017 le club de la principauté de Monaco, où après un premier prêt dans son pays natal il est définitivement transféré en 2019 à la SD Huesca pour un montant estimé à 1,5 million d'euros.
Le 17 août 2021, il est prêté à Brentford.
Il signe un contrat avec le FC Séville en août 2024.

### En équipe nationale
Le 10 octobre 2019, Álvaro Fernández fête sa première sélection avec l'équipe d'Espagne espoirs, face à l'Allemagne. Titulaire dans les cages de l'Espagne ce jour-là, son équipe s'impose sur le score de un but à zéro.
Le 8 juin 2021, il honore sa première sélection avec l'équipe d'Espagne contre la Lituanie en match amical (victoire 4-0).

## Palmarès

### En club
Avec la SD Huesca, Fernández remporte la Segunda División en 2020.

### En sélection

#### Espagne olympique
- Médaillé d'argent aux Jeux olympiques en 2021